# Guillermo Endara

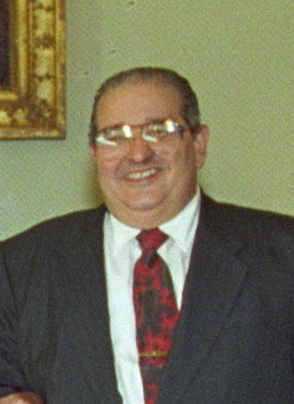
Guillermo Endara (1993)

Guillermo Endara Galimany (Panama-Stad, 12 mei 1936 – aldaar, 28 september 2009) was een Panamees jurist en politicus. Hij was president van Panama van 20 december 1989 tot 1 september 1994.
Guillermo Endara studeerde geneeskunde aan Tulane University en boekhouding in New Orleans. Endara was een aanhanger van de charismatische populist Arnulfo Arias die verschillende keren kort president was en was lid van oppositiebewegingen tegen de militaire regimes van de autocraten Omar Torrijos en Manuel Noriega.
In mei 1989 werd hij als kandidaat van de "Alliantie van politieke oppositiepartijen" (ADOC) tot president van Panama verkozen met 62,5% van de stemmen. Zijn tegenkandidaat van de Democratische Revolutionaire Partij (PRD), Carlos Duque, een marionet van generaal Noriega, die al sinds 1982 de werkelijke macht in handen had en een drugskartel had gevormd, haalde slechts 24,9% van de stemmen, maar erkende zijn nederlaag niet. Demonstraties tegen de verkiezingsfraude werden door Noriega's ordetroepen uiteengeslagen, waarbij Endara en zijn vicepresidentskandidaat Guillermo Ford gewond raakten. Mogelijk was dit de aanleiding tot de Amerikaanse invasie (Operatie Just Cause) van Panama in december 1989. Op 20 december 1989 werd Endara onder Amerikaanse bescherming officieel bevestigd als president van Panama. Tijdens zijn regeerperiode herstelde hij de openbare orde en kon hij de economische situatie van Panama beduidend verbeteren.
In 1994 werd Ernesto Pérez Balladares president. Endara werd in 1990 medeoprichter van de Arnulfistische Partij (PA), genoemd naar de vroegere president Arias. Hij distantieerde zich later van de partij en sloot zich aan bij "Solidaridad", waarvoor hij aan de verkiezingen van 2004 deelnam als presidentskandidaat. Hij verloor echter van Martín Torrijos van de Democratische Revolutionaire Partij en behaalde slechts 27% van de stemmen.